# Hala Konieczna
Hala Konieczna (też Polana Konieczna) – rozległa polana położona na wysokości 990–1090 m n.p.m. w Paśmie Radziejowej w Beskidzie Sądeckim. Znajduje się na grzbiecie odchodzącym od północnego wierzchołka Złomistego Wierchu Północnego (1189 m) w północno-wschodnim kierunku. Grzbiet ten kończy się kulminacją Koniecznej Góry (990 m) opadającej w widły potoku Borsudzyny i Potoku pod Studnię. Z hali roztaczają się widoki na zbocza doliny Roztoczanki, Radziejową i Pasmo Jaworzyny.
Źródłosłów polany związany jest bądź z nazwiskiem właściciela lub wskazuje na jej końcowe położenie. Hala znajduje się w granicach wsi Roztoka Ryterska w województwie małopolskim, w powiecie nowosądeckim, w gminie Rytro.
Za czasów hrabiego Stadnickiego na polanie tej było aż 5 gospodarstw rolnych, które prowadziły tutaj gospodarkę pasterską. Na zasadzie wymiany gruntów przeniesiono je do miejscowości Przysietnica. Polana obecnie jest nieużytkowana, część polany jest koszona, co zapobiega jej zarośnięciu. Na skraju polany znajduje się bacówka użytkowana obecnie rekreacyjnie. Po jej południowej stronie jest źródełko z wodą.
Pośrodku hali we wrześniu 1971 został odsłonięty monumentalny pomnik w miejscu, gdzie 24 czerwca 1944 roku zginęli trzej partyzanci z radzieckiego oddziału lejtnanta Aleksieja Botiana „Aloszy” oraz polski komunista Józef Wroński. W uroczystości uczestniczyli wówczas pułkownicy Iwan Zołotar, Sawielij Lesnikowski oraz Stanisław Wroński (brat Józefa), Józef Łoś. W górnej części polany, obecnie zarastającej lasem świerkowym, znajdują się ruiny wielkiego pomnika o wysokiej konstrukcji metalowej w kształcie skrzydeł powstałego w 1971 roku.
W pobliżu hali znajduje się jedna z większych jaskiń Beskidu Sądeckiego – Jaskinia Roztoczańska.

## Szlaki turystyczne
narciarski: Rytro – Wielka Roztoka – Hala Konieczna – Złomisty Wierch – rozdroże Zwornik – rozdroże pod Wielką Przehybą – Przehyba